# Matt Chojnacki
Matthew „Matt“ Chojnacki (* 28. Dezember 1973 in Denver) ist ein ehemaliger US-amerikanischer Freestyle-Skier. Er war auf die Disziplin Aerials (Springen) spezialisiert.

## Werdegang
Chojnacki startete im Januar 1995 in Breckenridge erstmals im Freestyle-Skiing-Weltcup, wobei er den zehnten Platz errang und kam im folgenden Monat bei den Weltmeisterschaften in La Clusaz auf den 18. Rang. Die Saison 1994/95 beendete er auf dem 18. Platz im Aerials-Weltcup. In der Saison 1995/96 erreichte er mit vier Top-Zehn-Platzierungen den 27. Platz im Gesamtweltcup sowie den zehnten Rang im Aerials-Weltcup. Dabei errang er in Altenmarkt-Zauchensee mit dem zweiten Platz seine erste Podestplatzierung. Nachdem Plätzen 39 und 23 zu Beginn der Saison 1996/97, holte er in Piancavallo seinen einzigen Weltcupsieg und kam mit drei weiteren Top-Zehn-Ergebnissen, darunter Platz drei in Blackcomb auf den 20. Platz im Aerials-Weltcup. Zudem sprang er bei den Weltmeisterschaften 1997 im Iizuna Kōgen Sukī-jō auf den 16. Platz. In der Saison 1997/98 kam er in Mount Buller mit dem zweiten Platz erneut aufs Podest und errang zum Saisonende den 24. Platz im Gesamtweltcup sowie erneut den zehnten Rang im Aerials-Weltcup. Beim Saisonhöhepunkt, den Olympischen Winterspielen 1998 in Nagano, belegte er den 21. Platz. In der folgenden Saison erreichte er mit dritten Plätzen in Heavenly sowie Altenmarkt-Zauchensee letztmals Podest sowie Top-Zehn-Platzierungen im Weltcup und errang zum Saisonende den 21. Platz im Gesamtweltcup sowie den 13. Rang im Aerials-Weltcup. Bei den Weltmeisterschaften 1999 in Meiringen-Hasliberg kam er auf den 14. Platz. Letztmals im Weltcup startete er im August 2000 in Mount Buller, wobei er die Plätze 22 und 20 errang. Nach seiner sportlichen Karriere schloss er im Jahr 2004 sein Studium der Physik und Planetenwissenschaften an der University of Colorado ab und promovierte im Jahr 2013 er an der University of Tennessee in Planetengeologie und Fernerkundung. Anschließend wechselte er zum Lunar and Planetary Laboratory der University of Arizona, wo er im Wissenschaftsteam des High Resolution Imaging Science Experiment arbeitete.

## Erfolge

### Olympische Spiele
- 1998 Nagano: 21. Platz Aerials

### Weltmeisterschaften
- 1995 La Clusaz: 18. Platz Aerials
- 1997 Iizuna Kōgen: 16. Platz Aerials
- 1999 Meiringen-Hasliberg: 14. Platz Aerials

### Weltcupsiege
Chojnacki nahm an 48 Weltcups teil und erreichte 17 Top-Zehn-Platzierungen sowie sechs Podestplatzierungen.
| Datum             | Ort         | Land    | Disziplin |
| ----------------- | ----------- | ------- | --------- |
| 19. Dezember 1996 | Piancavallo | Italien | Aerials   |

### Weltcupwertungen
| Saison    | Gesamt | Gesamt | Aerials | Aerials |
| Saison    | Punkte | Platz  | Punkte  | Platz   |
| --------- | ------ | ------ | ------- | ------- |
| 1994/95   | 49     | 47.    | 392     | 18.     |
| 1995/96   | 69     | 27.    | 620     | 10.     |
| 1996/97   | 46     | 48.    | 372     | 20.     |
| 1997/98   | 69     | 24.    | 484     | 10.     |
| 1998/99   | 64     | 21.    | 192     | 13.     |
| 1999/2000 | 4      | 81.    | 16      | 35.     |
| 2000/01   | 10     | 75.    | 40      | 35.     |